# Jennifer Flavin
Jennifer Flavin (Los Angeles, 14 agosto 1968) è un'ex modella e imprenditrice statunitense.
Jennifer Flavin nasce a Los Angeles, California, e cresce in West Hills, un distretto di Los Angeles. Ha quattro fratelli (Tom, Pat, Shannon e Mitch) e due sorelle. Ha 11 anni quando la madre rimane vedova e deve crescere da sola tutti i figli.
Si diploma presso El Camino Real High School in Woodland Hills, un altro distretto di Los Angeles e quindi inizia a far la modella all'età di 19 anni per la Elite Model Management. Compare come sé stessa nei reality show, tra i quali Good Day Live, American Gladiators e The Contender – una serie reality di pugilato nella quale compare anche Stallone. Fa anche una breve comparsa nel film del 1990 Rocky V.
Al momento, è comproprietaria di Serious Skin Care, una società che vende trattamenti di bellezza e cosmetici attraverso una rete di acquisti a domicilio, ShopHQ.

## Vita privata
Nel 1988 Flavin conosce in un ristorante a Beverly Hills l'attore Sylvester Stallone. Dopo circa sei anni di relazione, nel marzo 1994 lui la lascia con una lunga lettera inviatale via FedEx. Nello stesso anno lei si lancia nell'imprenditoria, fondando con alcuni soci l'azienda cosmetica Serious SkinCare. Nell'estate 1995 si riconcilia con Stallone, che sposa con cerimonia civile il 17 maggio 1997 a Londra, ed a Oxford con cerimonia religiosa.
Attualmente vive con Stallone a Los Angeles. Dalla loro unione sono nate tre figlie: Sophia Rose (1996), Sistine Rose (1998) e Scarlet Rose (2002).